# اندیس سنگ تزئینی گود زندان
سنگ تزئینی گود زندان یک اندیس مصالح ساختمانی است که در حوالی شهر کوه کلاله استان چهارمحال و بختیاری قرار دارد و مادهٔ معدنی موجود در آن، سنگ تزئینی است. و دیرینگی آن به دوران آسماری الیگومیوسن می‌رسد. 